# Jaume Bassa Ribera
Jaume Bassa Ribera (Sabadell, 1900 - Coll d'Estenalles, 1961) fou un pintor i escultor català del segle xx. Va estudiar a Itàlia i a França. S'especialitzà en pintura de paisatges i en escultura, tot i que reeixí també com a ebenista artístic. Va exposar diverses vegades a la barcelonina Sala Busquets. És l'avi del periodista i presentador de Televisió de Catalunya Joan Valls.
L'any 1921 va il·lustrar la coberta de l'obra de Pere Coromines Cartes d'un visionari i va participar en l'exposició col·lectiva organitzada per l'Acadèmia de Belles Arts de Sabadell. Igualment, consta entre els participants de la mostra de l'any següent.
Igualment, va ser l'autor de la coberta i de diverses il·lustracions de l'Almanac de les Arts publicat per la impremta Joan Sallent de Sabadell l'any 1924, en el qual també es va reproduir un dibuix al carbó. En l'Almanac de les Arts de 1925 es va reproduir un relleu obra seva.
El Museu d'Art de Sabadell conserva sis pintures de Jaume Bassa.